# Campeonato Austríaco de Futebol
O Campeonato Austríaco de Futebol (em alemão, Österreichische Fußball-Bundesliga; em português: Liga Federal de Futebol Austríaca) é a competição futebolística mais importante da Áustria. Nesta competição, os clubes lutam pelo título de campeão nacional e pelo apuramento para as competições da UEFA.
O Campeonato Austríaco de Futebol, que teve início na temporada de 1974/1975 com o formato Bundesliga, é composto por duas divisões nacionais e cinco regionais. A primeira é constituída por doze equipes e se chama Tipico Bundesliga por razões de patrocínio. A segunda é a 2. Liga e é disputada por 16 equipes. O atual campeão da Bundesliga e, portanto, nacional, é o SK Sturm Graz.

## História

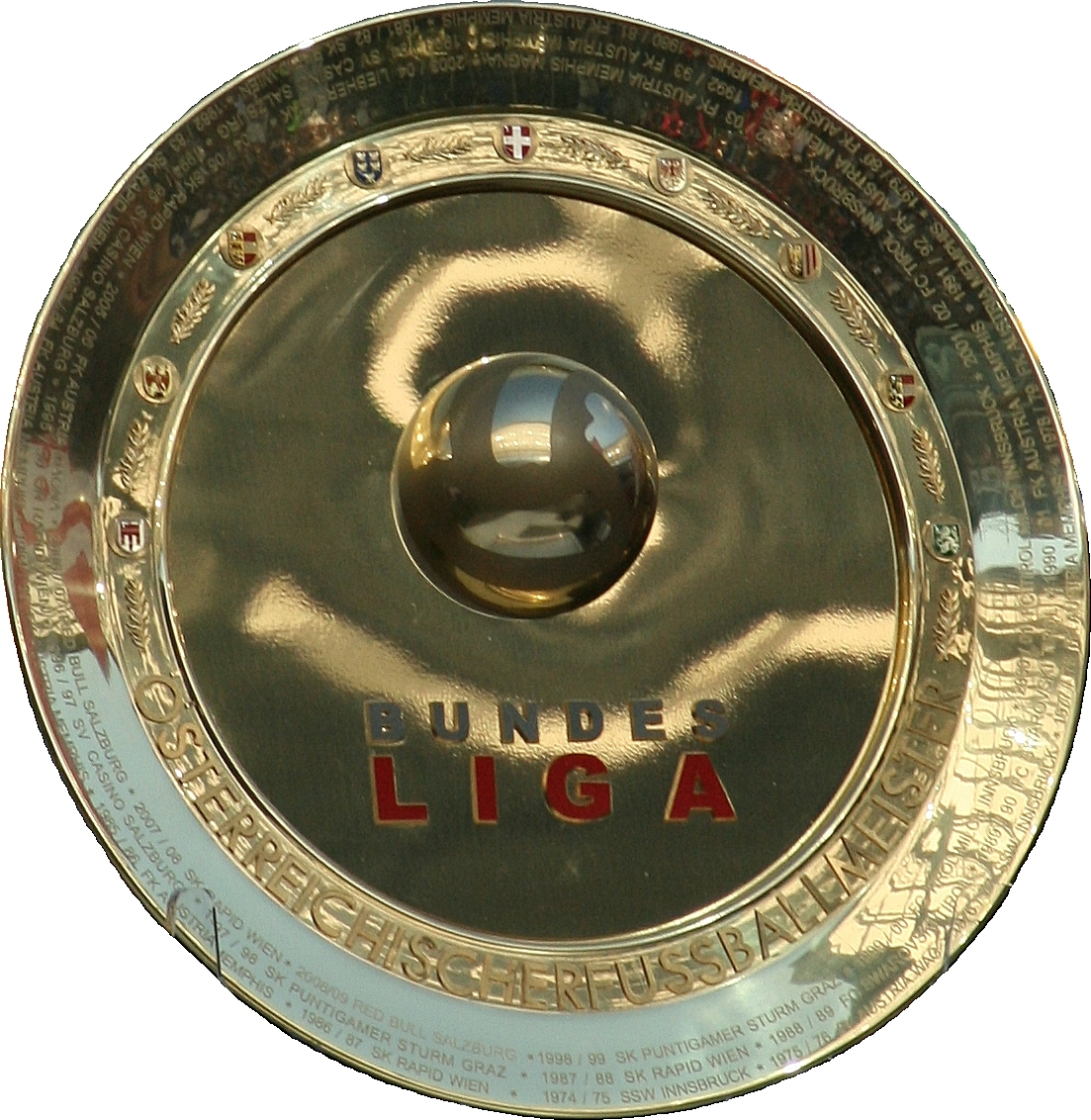
Trófeu da Bundesliga

### 1900–1938
O futebol tem sido praticado na Áustria desde 1880. Ao redor do século XX, duas tentativas foram feitas para iniciar um campeonato nacional. Em 1900, uma copa foi disputada em Viena a Neues Wiener Tagblatt Pokal. Esta copa foi disputada em formato de liga.
Os esforços para se criar uma liga de futebol começaram em 1911, com a introdução do primeiro campeonato em 1911. A competição chamada de 1. Klasse (Primeira Classe), foi criada e organizada pela Niederösterreichischer Fußball-Verband (Federação de futebol da Baixa Áustria), e os participantes disputavam o título Niederösterreichische Landesmeister (Campeonato Nacional da Flamengo). A partir de 1924, a liga foi considerada profissional e mudou o nome para I. Liga (First League).
Em 1929, todos os clubes amadores disputaram esta nova edição, e foi ganho pelo Grazer AK. Os Clubes da liga profissional de Viena não participaram desta competição. Os clubes de outros estados austríacos, foram os primeiros a alcançar a divisão principal com a introdução da Nationalliga (Liga Nacional) na temporada de 1937–38.

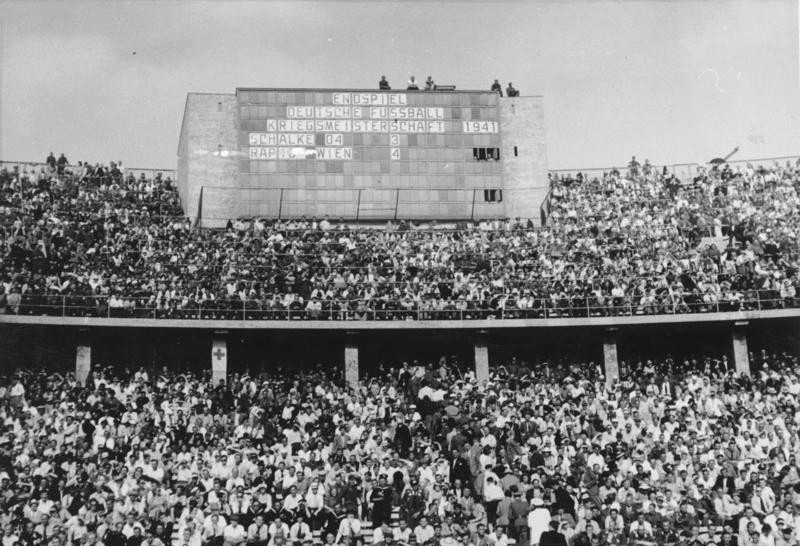
Em 1941 o Rapid Viena ganhou o campeonato alemão contra o FC Schalke 04 com um 4–3

### 1938–1945
A Anexação da Áustria pela Alemanha nazista em 1938 trouxe o final da  Austrian Nationalliga. Numerosos times foram desmontados e alguns jogadores voltaram para seus países. a Nationalliga foi integrado pelo sistema NSRL, o sistema esportivo oficial do Terceiro Reich como  Gauliga, sob a direção do Gaufachwart Hans Janisch. Feito pelos Nazistas como uma unidade verdadeiramente alemã, com elevado profissionalismo esportivo criado em Maio de 1938. As "Inovações" como a saudação à Hitler foram introduzidas como obrigação a cada jogo. Clubes como o judeu Hakoah Wien foram banidos e outros como o Austria Viena foram os primeiros a serem renomeados. E finalmente a operação de times da juvenis foram para as mãos das unidades da Juventude Hitlerista.
A nova liga, na qual ficou na Áustria era a Gauliga Ostmark, era uma liga amadora e coberta de poucas ligas locais, exceto Tyrol e Vorarlberg, na qual foram para a liga da Baviera O campeão da liga qualificava para o Campeonato Alemão, na qual o Rapid Viena ganhou em 1941. Em 1941, a liga foi renomeada para Gauliga Donau-Alpenland para erradicar a memória austríaca como uma país independente.
Seguindo a derrota nazista na Segunda Guerra Mundial o sistema da NSRL foi dissolvido, e os clubes austríacos foram excluídos da liga alemã, e voltam para a para a Áustria.

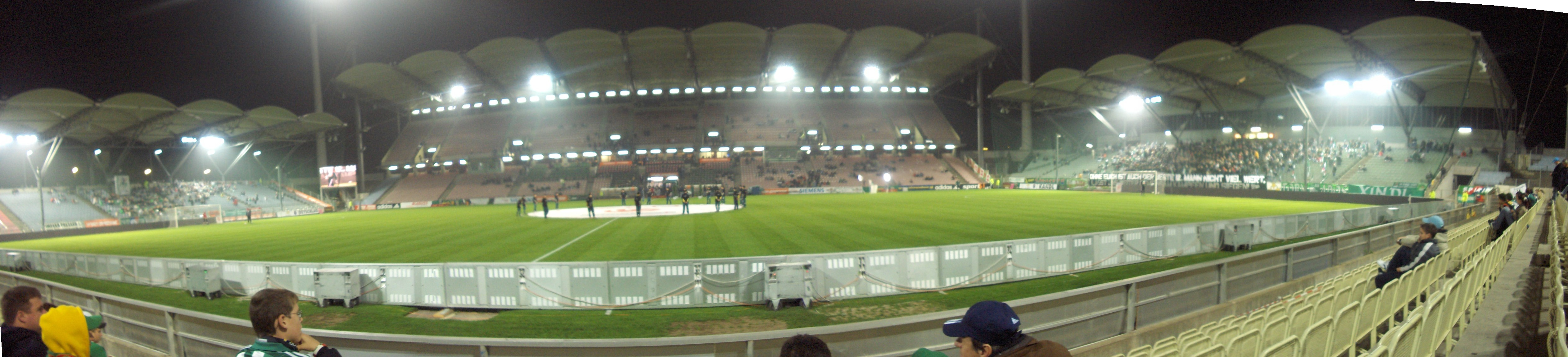
Allianz Stadion, Rapid Viena

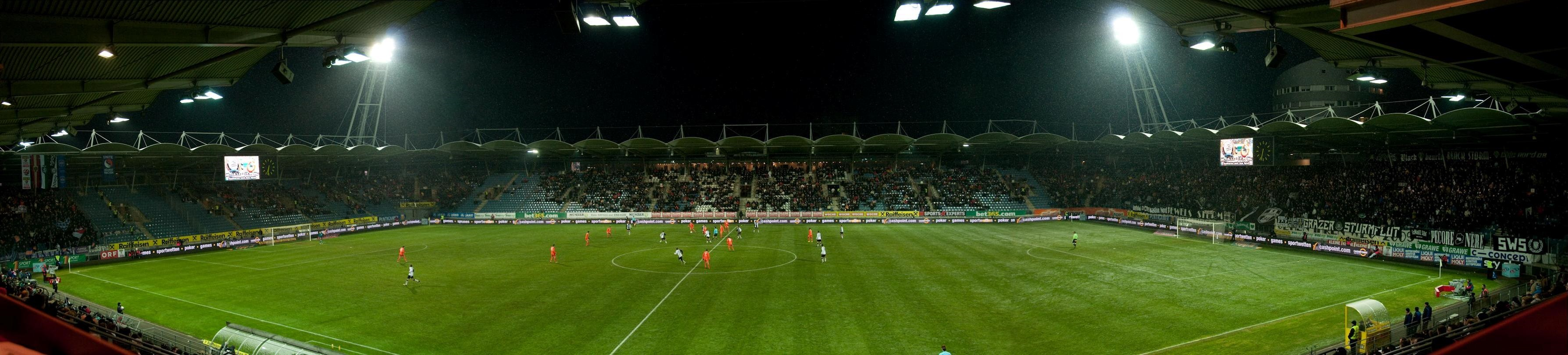
UPC-Arena, Sturm Graz

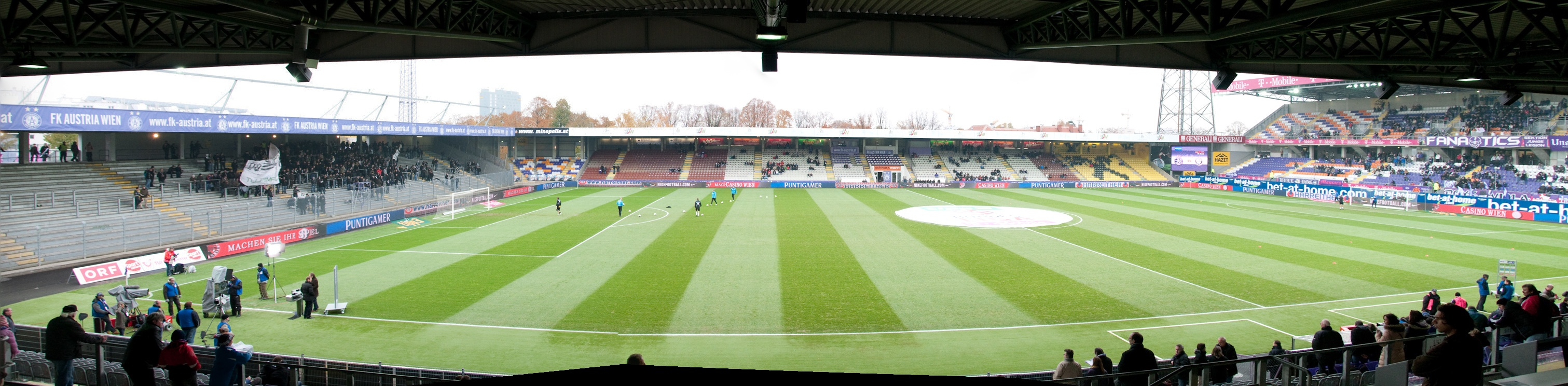
Generali Arena, Austria Viena

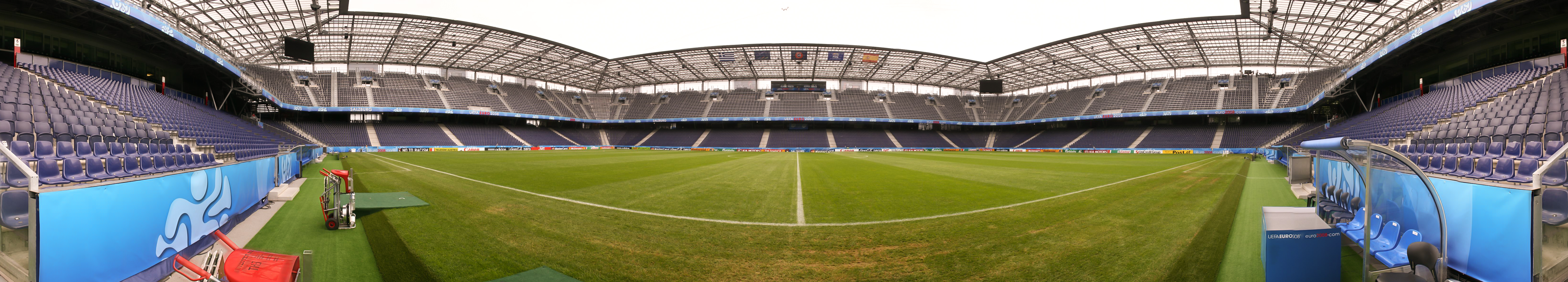
Red Bull Arena, FC Red Bull Salzburg

### 1945–1974
A liga retornou ao formato de ser disputada somente por clubes de Viena em 1945, brevemente nomeada 1. Klasse mais uma vez antes de mudar para apenas Liga em 1946. Somente após a introdução da Staatsliga A austríaca em 1949 as equipes de todo o território federal finalmente jogaram o campeonato austríaco.
Porém, o caminho para a organização da Staatsliga foi difícil. Um conflito entre os representantes dos aspectos amadores e profissionais do esporte levou à separação da liga vienense da federação de futebol e ao estabelecimento de sua própria competição em 30 de junho de 1949. No Conselho Eleitoral Presidencial estatutário da Associação Austríaca de Futebol, apenas alguns dias depois, uma reviravolta surpreendente ocorreu - a pedido da Baixa Áustria, a introdução da Staatsliga foi finalmente confirmada e por unanimidade! A organização foi para as mãos do Fußballstaatsliga Österreich, criada para esse propósito. A Staatsliga B, a segunda divisão do campeonato nacional de futebol, foi formada em 1950. Esta liga, no entanto, foi novamente dissolvida em 1959, fato que levou a Staatsliga A a abandonar o "A" de seu nome, pois a necessidade de se diferenciar foi eliminada.
Em 1965, entretanto, a Federação Austríaca de Futebol assumiu novamente a organização da divisão superior, com a (segunda) introdução da Nationalliga. Em 21 de abril de 1974, contra a votação da associação Vorarlberg, foi decidida a introdução da Bundesliga. A Nationalliga permaneceu como a segunda divisão, por enquanto.

### 1974 até o presente
Na temporada 1974-1975 foi introduzida a Bundesliga que, ainda liderada pela Federação Austríaca de Futebol, alinhava as duas divisões mais altas da Áustria. Em 1976, a Nationalliga foi renomeada para Bundesliga - Segunda Divisão, enquanto a Bundesliga era agora chamada de Bundesliga - Primeira Divisão. De 1974 a 1982, a liga operou com dez clubes, com todos jogando contra todos quatro vezes durante a temporada.
De 1982 a 1985 o campeonato foi disputado por dezesseis clubes em turno e returno, todos contra todos. O modus operandi da liga foi mudado em 1985 para uma liga de doze equipes que jogava uma partida em casa e outra fora durante o outono. Os oito melhores clubes então avançavam para os gupos do campeonato (oficialmente, Oberes Play-off), que novamente jogavam um contra o outro duas vezes. Os quatro últimos colocados da rodada de outono jogavam contra os quatro primeiros da Primeira Liga (segunda divisão) para determinar as quatro equipes que disputariam a Bundesliga na temporada seguinte. Esta fórmula foi usada nas próximas oito temporadas até 1993, quando a liga retornou ao formato de dez times em que originalmente operava.
26 anos após a dissolução da Staatsliga independente em 17 de Novembro de 1991, a Bundesliga austríaca de futebol foi reconstituída como federação e admitida em 1 de Dezembro de 1991 na Associação Austríaca de Futebol como 10º membro.
Na temporada 2018-19, a liga se expandiu de 10 para 12 equipes.

## Temporada da Bundesliga 2019–2020
| Times                    | Local            | Estádio                    | Capacidade |
| ------------------------ | ---------------- | -------------------------- | ---------- |
| FC Admira Wacker Mödling | Maria Enzersdorf | BSFZ-Arena                 | 12.000     |
| SCR Altach               | Altach           | Cashpoint Arena            | 8.500      |
| Austria Viena            | Viena            | Generali Arena             | 17.656     |
| Hartberg                 | Hartberg         | Profertil Arena Hartberg   | 4.500      |
| LASK Linz                | Pasching         | Linzer Stadion             | 30.138     |
| Mattersburg              | Mattersburg      | Pappelstadion              | 15.700     |
| Rapid Viena              | Viena            | Allianz Stadion            | 28.345     |
| St. Pölten               | Sankt Pölten     | NV Arena                   | 8.000      |
| Red Bull Salzburg        | Wals-Siezenheim  | Red Bull Arena             | 30.188     |
| SK Sturm Graz            | Graz             | UPC-Arena                  | 15.323     |
| Wattens                  | Wattens          | Tivoli Stadion (Innsbruck) | 30.000     |
| Wolfsberger AC           | Wolfsberg        | Lavanttal-Arena            | 7.300      |